# 圆叶马蓝
圆叶马蓝（学名：Pteracanthus rotundifolius）为爵床科马蓝属下的一个种。其种加词“Rotundifolius”意为“圆形叶的”。
现接受名为Strobilanthes lamiifolius (Wall. ex Nees) T.Anderson, 1867。